# Ньютон (Іллінойс)
Ньютон (англ. Newton) — місто (англ. city) в США, в окрузі Джеспер штату Іллінойс. Населення — 2777 осіб (2020).

## Географія
Ньютон розташований за координатами 38°59′17″ пн. ш. 88°9′53″ зх. д. / 38.98806° пн. ш. 88.16472° зх. д. (38.988169, -88.164784).  За даними Бюро перепису населення США в 2010 році місто мало площу 4,78 км², уся площа — суходіл. В 2017 році площа становила 5,42 км², уся площа — суходіл.

## Демографія
Згідно з переписом 2010 року, у місті мешкало 2849 осіб у 1229 домогосподарствах у складі 774 родин. Густота населення становила 596 осіб/км².  Було 1375 помешкань (288/км²).
Расовий склад населення:
| - 98,3 % — білих - 0,2 % — азіатів - 0,1 % — чорних або афроамериканців |

До двох чи більше рас належало 0,9 %. Частка іспаномовних становила 1,2 % від усіх жителів.
За віковим діапазоном населення розподілялося таким чином: 22,4 % — особи молодші 18 років, 57,9 % — особи у віці 18—64 років, 19,7 % — особи у віці 65 років та старші. Медіана віку мешканця становила 41,9 року. На 100 осіб жіночої статі у місті припадало 84,9 чоловіків;  на 100 жінок у віці від 18 років та старших — 84,4 чоловіків також старших 18 років.
Середній дохід на одне домашнє господарство  становив 49 682 долари США (медіана — 40 417), а середній дохід на одну сім'ю — 62 177 доларів (медіана — 51 694). Медіана доходів становила 42 614 долари для чоловіків та 34 485 доларів для жінок. За межею бідності перебувало 19,0 % осіб, у тому числі 28,6 % дітей у віці до 18 років та 11,7 % осіб у віці 65 років та старших.
Цивільне працевлаштоване населення становило 1268 осіб. Основні галузі зайнятості: освіта, охорона здоров'я та соціальна допомога — 17,0 %, роздрібна торгівля — 14,0 %, виробництво — 12,8 %.